# St Anthony in Roseland
St Anthony in Roseland – wieś w Anglii, w Kornwalii. Leży 39 km na wschód od miasta Penzance i 375 km na południowy zachód od Londynu.